# Grupo Werthein
El Grupo Werthein es un holding de más de 90 años de trayectoria, dirigido por miembros de la  familia Werthein de distintas generaciones.
Con origen en el negocio Agroganadero, Alimentos y Bebidas y Seguros en Argentina,  desde 2003 el holding se expandió en Argentina y regionalmente, diversificando su portafolio de inversiones. 
El Grupo emplea a más de 8.200 colaboradores directos y una red cercana a los 35.000 partners en la región. 

## Historia
En 1904 Leon Werthein, comerciante oriundo de Besarabia, decidió abandonar el Imperio Ruso debido a la hostilidad hacia el pueblo judío.  Su destino fue Argentina. Un año más tarde llegó su mujer, Ana Jajam, junto a sus cuatro hijos: Gregorio, Elisa, Numo e Israel. En Argentina, la pareja tendría cuatro hijos más: Abraham, Fany, Noel y Julio.  
En la localidad de Ingeniero White, provincia de Buenos Aires, León Werthein trabajó en el puerto, primero como estibador; después, capataz. Luego se estableció en Salliqueló, donde abrió un negocio de ramos generales. El paso siguiente fue mudarse a Miguel Riglos (La Pampa), donde, junto a sus hijos, abrió otro negocio de ramos generales en 1917. León Werthein falleció en 1935 y sus descendientes continuaron los negocios familiares. 

## Origen y fundadores
Si bien León y sus hijos comenzaron a trabajar y a comerciar desde su llegada a la Argentina, el Grupo Werthein tiene su origen formal en 1928, en la localidad de Miguel Riglos, donde Gregorio, Numo y Noel fundaron la empresa agropecuaria que lleva sus nombres: «Gregorio, Numo y Noel Werthein S.A.» (GNNW). Esta firma marcaría el inicio del negocio familiar en un sector en el cual la empresa creció, perdura y sigue siendo parte fundamental del holding en el siglo XXI.
Ya en la primera mitad del siglo XX, la familia diversificó los negocios y algunos miembros incursionaron en el sector hotelero: en Mar del Plata, Buenos Aires, Carhué y Río Hondo.
Noel, Numo, Julio y Leo Werthein fundaron diferentes empresas, entre otras:
- Noel y Numo Werthein en 1968 fueron cofundadores de la Universidad de Tel Aviv, junto al sociólogo George S. Wise. [8]
- Noel Werthein fue presidente de la Cámara de Comercio Argentino Israelí. [9]
- Gregorio Werthein fue presidente del Banco Israelita del Río de la Plata, Buenos Aires, Argentina.[10]
- Julio Werthein, hijo menor de León, fue el responsable del ingreso de la familia al sector financiero, con la adquisición del Banco Mercantil, en 1963, lo que sentó las bases de la futura actividad del Grupo en el sector. También fue presidente de la Bolsa de Comercio de Buenos Aires (2002-2005) y del CICYP (Consejo Interamericano de Comercio y Producción). [11] Julio falleció en 2013. [12] [13]
- Leo Werthein, hijo de Noel, tuvo un rol destacado en la expansión de los negocios agropecuarios, interesándose y contribuyendo, en gran medida, con el aporte de la familia Werthein al desarrollo de la genética ganadera. En 1979 comenzó a dirigir «Gregorio, Numo y Noel Werthein S.A.» (GNNW). Fue presidente de la Asociación Argentina de Angus, director de la Sociedad Rural Argentina y presidente de la Fundación Tzedaká, por lo que se convirtió en referente del grupo hasta su fallecimiento en 2005. [14] [15]

## Crecimiento y expansión
El Grupo se mantiene controlado por miembros de la familia Werthein, a través de los grupos familiares de Daniel, Adrián y Darío Werthein, mientras que Darío y Lucas Werthein (hijo mayor de Adrián) son el managing partner y executive director, respectivamente con Darío, Daniel y Adrián como accionistas.

### Accionistas
- Daniel Werthein: hijo de Noel, estudió veterinaria, fue parte importante de la actividad agropecuaria del Grupo, especialmente en genética ganadera, y vicepresidente de la Fundación DAIA (Delegación Argentina de Asociaciones Israelitas). [16] [17]
- Adrián Werthein: hijo de Noel, contador público. Sus inicios en los negocios familiares los dio en el ámbito agropecuario. Es miembro de la Comisión Directiva de la Bolsa de Comercio de Buenos Aires, fue Presidente del Congreso Judío Latinoamericano (CJL) y es miembro del Comité Ejecutivo del Congreso Judío Mundial. [18] [19] En 1998, obtuvo el reconocimiento como Empresario del Año por la Asociación Argentina de Empresas (ADE) [20]
- Darío Werthein: hijo de Leo y nieto de Noel, ex Consejero de la Bolsa de Comercio de Buenos Aires, ex Chair of the Board of Trustees de ORT Mundial y miembro del Comité Ejecutivo del American Jewish Joint Distribution Committee. Actualmente es tesorero de la Fundación Norma & Leo Werthein y lidera el programa de sostenibilidad Propósito Vrio; es miembro del Board of Trustees de la Universidad de Fordham y miembro, desde el 2020, del Board de Scholas Occurrentes de Estados Unidos. La Universidad de Fordham le entregó el Alumni Award de Gabelli Scholl of Business en 2018. [21] [22] En 2022, fue reconocido como Empresario del Año con el Premio Fortuna de Editorial Perfil[23] y el Premio al Dirigente de Empresa de ADE. [20] En 2023, obtuvo  el reconocimiento Corporate Citizenship Award del Centro Internacional para Académicos Woodrow Wilson, por su liderazgo de la industria tecnológica y su actividad filantrópica. [24] Es autor de dos libros: Llegar al futuro (Sudamericana, 2017), en coautoría con Carlos Magariños, [25] y Pampas. Campo argentino, productivo y natural (Sudamericana, 2018) [26]En septiembre de 2024, fue elegido por Bloomberg entre las personas más influyentes de América Latina.[27][28]En octubre de 2024, Darío Werthein participó del Bloomberg New Economy, junto a Bill Gates, Michael Bloomberg, Fabio Coelho y a otros de los referentes del sector tecnológico, financiero y gubernamental.[29]

## Grupo económico

### Agroindustria
La empresa que representa al Grupo en esta industria desde 1928 es «Gregorio, Numo y Noel Werthein S.A.» (GNNW). Centrada en la producción y exportación de productos de valor agregado, se especializa en la producción ganadera comercial y genética bovina, con las razas Aberdeen Angus y Hereford, en la región pampeana; y Braford y Brangus, en el norte del país. Entre sus establecimientos destacan Cabaña La Paz (Provincia de Buenos Aires) y Cabaña Los Guasunchos (Provincia de Santa Fe), que presentan sus animales en las exposiciones más importantes del país y han ganado diferentes premios. 

### Media Tech Company
En 2003 el Grupo adquirió las operaciones de Telecom Personal en Uruguay y Paraguay, que mantuvo hasta el año 2017. 
En 2021 el grupo Werthein adquirió la unidad de negocios Vrio Corp., proveedor de entretenimiento digital que comenzó operaciones en 1996.
Vrio es un proveedor líder de entretenimiento, información y conectividad en Sudamérica, México y el Caribe. Ocupa un espacio incremental de distribución minorista y mayorista a través de sus marcas DirecTV, Sky Brasil y su plataforma de streaming DGO y Sky+. Ofrece servicios en Brasil a través de la marca SKY y en Argentina, Barbados, Chile, Colombia, Curazao, Trinidad y Tobago, Ecuador, Perú y Uruguay a través de la marca DirecTV. DGO está presente en todos los mercados previamente mencionados, adicionando México. Vrio incluye también Torneos en Argentina y Colombia.
Sus inversiones y negocios tienen alcance internacional y brindan servicios a 10 millones de clientes registrados, lo que representa un impacto de 40 millones de personas con productos y servicios. 
En junio de 2024, Ameya Prabhu, titular de Aarna Holdings, anunció una alianza estratégica con el Grupo Werthein que implica grandes inversiones en Argentina. 
El Grupo también se alió con Amazon para proveer internet satelital en Argentina, Brasil, Chile, Uruguay, Perú, Ecuador y Colombia.   El proyecto apunta a brindar cobertura especialmente en zonas rurales y de difícil acceso.En abril de 2025 Amazon inició el despliegue de su constelación de satélites del Proyecto Kuiper con la misión KA-01, lo que permitirá a DIRECTV ofrecer estos servicios.
En agosto de 2024, Grupo Werthein anunció la creación de Skx, una fintech que operará Brasil.
En octubre de 2024, DirecTV logró autorización para brindar telefonía celular en la Argentina, mediante la Resolución 989/2024 del Ente Nacional de Comunicaciones.
En marzo de 2025, DirectTV adquirió los derechos de transmisión del Mundial de Clubes para Sudamérica.

#### Señales Propias
- DSports
- DFight
- DMotor
- Win Sports
- DNews
- OnDirecTV

#### DirecTV Latin America
Provee servicios de entretenimiento e información en Argentina, Chile, Colombia, Ecuador, Perú, Uruguay y el Caribe. 

#### DirecTV GO
Es una plataforma de streaming direct to consumer: provee TV local e internacional en vivo, programación deportiva, noticias y servicio OnDemand de películas, series y documentales. Está presente en Argentina, Chile, Colombia, Ecuador, Perú, Uruguay y México.

#### SKY
Es la mayor compañía de TV Paga satelital de Brasil.

#### SKY+
Es una plataforma de streaming direct to consumer, presente en Brasil.

#### Torneos
Es una empresa líder en generación y producción de contenidos para la industria del deporte y el entretenimiento. Se dedica a la organización y producción integral de eventos, la adquisición y comercialización de derechos y la gestión de licencias y de e-commerce de los principales clubes y federaciones deportivas. 

#### WinSports
Es un canal de televisión por suscripción deportivo colombiano centrado en la emisión del fútbol de ese país.

#### Dfibra y Sky Fibra
Son servicios de internet 100% por fibra óptica de DirecTV y SKY.

#### Mundea
Es una agencia de viajes digital que ofrece reservas de tickets, hospedajes, paquetes, automóviles, y actividades recreativas.

### Alimentos y bebidas
El grupo tiene presencia en la industria alimenticia con la elaboración de infusiones, con su marca Cachamai; en derivados de frutas, con el establecimiento productivo Valley; y en productos vitivinícolas, a través de la empresa WHT Partners.

#### Cachamai: té, bizcochos, mate
Cachamai cuenta con más de 60 años de permanencia en el mercado, especialmente reconocida por su té digestivo. Cachamai es parte del Grupo Werthein desde 2004, cuando adquirió Cachay S.A., sociedad dueña de la marca.Además de yerba mate y té, desde 2020 Cachamai comercializa una línea de bizcochos saludables.  En enero de 2025, lanzó una nueva yerba mate tradicional, sin aditivos y libre de gluten.

#### Valley: derivados de frutas
Se dedica a la producción y comercialización de derivados de frutas deshidratadas, especialmente manzanas.  El establecimiento productivo Valley, está ubicado en Alto Valle, Río Negro, Argentina.

#### WHT Partners: industria vitivinícola de alta gama
El Grupo está presente en el rubro bebidas mediante la empresa WHT Partners, dedicada a inversiones relacionadas con la industria vitivinícola de alta gama. Además de elaborar y comercializar vinos, ofrece experiencias turísticas y promocionales relacionadas con los productos. La participación en el mercado es realizada mediante las marcas Riglos  y la bodega boutique Huarpe. 
Riglos genera su producción en sus viñedos de Finca Las Divas, ubicada en Valle de Uco, Mendoza. El lugar cuenta con  72 hectáreas, más de la mitad cultivadas con Malbec, Cabernet Sauvignon, Cabernet Franc y Sauvignon Blanc. En 2012 la revista Wine Enthusiast eligió al Riglos Gran Corte 2009 como el mejor vino del año.
Con el objetivo de crecer en el negocio de los vinos de alta gama, en junio de 2016 Bodega Riglos se fusionó con la bodega boutique Huarpe Wines de los hermanos Hernández Toso.
Huarpe Wines tiene su bodega en Agrelo, Luján de Cuyo, Mendoza. Sus productos incluyen Huarpe Series una línea de blends de diferentes regiones de Mendoza y Taymente, una línea de ocho varietales. En octubre de 2024, un fragmento del Muro de Berlín fue inaugurado como obra intervenida por artistas locales, por iniciativa de la Fundación Norma & Leo Werthein.

### Desarrollos Inmobiliarios
El Grupo cuenta con una unidad de negocios de desarrollos inmobiliarios. Mediante el sello Landmark Developments, el Grupo realiza diversos proyectos. Lleva construidos más de 500 000 m² en diversos emprendimientos, tanto en Argentina y otros países de la región.
Entre los proyectos en desarrollo se encuentran:
- Udaondo, en la Ciudad Autónoma de Buenos Aires, corredor Norte, Nuñez.
- Luciérnagas Pilar, en la Provincia de Buenos Aires, Argentina.

### Salud
El Grupo Werthein está presente en el rubro salud a través de «SOI Centro Médico» y «SML» (Sistema Médico Laboral).
SOI Centro Médico presta servicio médico ambulatorio en la Ciudad de Buenos Aires y se especializa en atención a pacientes que han sufrido accidentes laborales o presentan enfermedades profesionales. Especialidades: Cirugía Plástica, Cirugía General, Kinesiología Medicina Laboral, Salud Ocupacional, Ortopedia y Traumatología.
SML (Sistema Médico Laboral), es una compañía que administra las prestaciones médico-asistenciales vinculadas a la recuperación de la salud de 1.000.000 de trabajadores dentro del Sistema de Riesgos del Trabajo. Gestiona una red de 3000 prestadores con presencia en Argentina.

### Seguros
La actividad del Grupo en el rubro se inició en 1994 con la compra de la Caja de Ahorro y Seguros. Durante 15 años, fue socio del holding italiano Assicurazioni Generali, sociedad disuelta en 2014 con la división de sus activos. 
El Grupo permaneció con La Caja ART (Aseguradoras de Riesgos del Trabajo) y, tras la adquisición de la empresa australiana QBE ART, se transformó en Experta ART. 
En la actualidad su presencia en el ramo asegurador está conformada por las empresas Experta Seguros, Experta ART. 
Experta, con presencia en todas las provincias de Argentina, inició sus operaciones en ART y se extendió a los rubros patrimoniales y vida. Su portafolio incluye seguros de vida colectivos, accidentes personales, robo, agro, seguros de hogar, auto y riesgos del trabajo. 
Con casi 1 millón de trabajadores en cobertura, es la tercera Aseguradora de Riesgos del Trabajo de Argentina.

### Tecnología

#### Fivvy
Fivvy es una Fintech B2B creada en Estados Unidos que ayuda a Bancos, Retailers y Aseguradoras de América Latina y Estados Unidos a conocer más a sus clientes y competidores.

#### Overlabs
En septiembre de 2024, el Grupo lanzó Overlabs, una compañía de servicios tecnológicos para ofrecer consultoría, desarrollo de software y aplicaciones. Inició operaciones en Brasil y se preve la expansión a otros países de América Latina en 2025. 

## Fundación Norma & Leo Werthein
Desde 2009, promueve y brinda apoyo a programas y actividades vinculadas a la Educación, la Cultura, la Inclusión y el Agro en beneficio de la población más vulnerable.

### Propósito Vrio
Vrio tiene un propósito: preservar la cultura de cada país, fortalecer la diversidad en la región y potenciar la economía a través de inversiones Propósito Vrio consolida e integra todas las iniciativas que representan el corazón de la compañía.

### Escuela +
Programa emblema de educación audiovisual para escuelas del nivel primario y secundario que tiene como objetivo acortar la brecha tecnológica y potenciar su uso pedagógico orientado al desarrollo de las capacidades de los estudiantes.
Acerca a las instituciones educativas tecnología, contenidos educativos, materiales didácticos y formación para docentes de toda la región.
En enero de 2025, la fundación inauguró tres aulas de Escuela + en Ecuador, en escuelas de las comunidades Itulcachi y Yunguilla, y de la Reserva del Chocó Andino.
La Fundación produjo Feik Ñus, un audiovisual educativo sobre los riesgos vinculados con las noticias falsas. En marzo de 2025, la serie fue premiada en Mi Primer Festival, un evento internacional de cine para infancias y juventudes de Perú.

## Actividades empresarias desarrolladas por la familia Werthein a lo largo de su historia
- Agente de YPF, década de 1930
- Corresponsal del Banco Nación, década de 1940
- Importación distribución y venta de camiones Ford (Canadá), década de 1940
- Importaciones Gregorio y Numo Werthein, década de 1950
- Concesionario de Ford Motor Company, década de 1950
- Agente de Tractores Hanomag, década de 1950
- Semilleros Werthein, década de 1950
- Banco El Hogar Argentino, década de 1950
- Compañía de Seguros La Defensa, década de 1960
- Fabricantes de Televisores Dumont, década de 1960
- Banco Mercantil Argentino, década de 1960
- Venta y distribución de Camiones Federal, década de 1960
- Citrex, Valley Evaporating Company y Tucumán Citrus (Plantas de procesamiento de frutas en Yakima, Washington, USA; en Misiones, Tucumán, Formosa y Cipolletti, Río Negro, Argentina), década de 1970
- Pricuz (Industria Cítrica en Israel), década de 1970
- Bodegas Finca Flichman, década de 1980
- Socios en el fondo de inversión CEI (Citicorp Equity Investments) en la década de 1990
- Participación en Finca Sophenia, década de 2000
- Socio en el Standard Bank Argentina, década de 2000
- Transportadora de Gas del Sur, década de 2000
- La Caja, 1994-2015[61]
- Telecom Argentina, 2003-2017[62]
- Vrio Corp., desde 2021.
- Grupo Telefe, desde 2024.